# Acipenser multiscutatus
Acipenser multiscutatus är en fiskart som beskrevs av Tanaka, 1908. Acipenser multiscutatus ingår i släktet Acipenser och familjen störar. Inga underarter finns listade i Catalogue of Life.